# Emile Dewitt
Emile Jean Dewitt (Antwerpen, 16 november 1880 - Niel, 20 juni 1934) was een Belgisch politicus voor het Katholiek Verbond van België.

## Levensloop
Dewitt promoveerde tot doctor in de rechten.
Hij werd in 1921 verkozen tot gemeenteraadslid en schepen. Nog hetzelfde jaar werd hij aangesteld tot burgemeester van Niel en bekleedde het ambt tot in 1927.
Hij stond als opvolger op de Katholiek Verbond van België-kieslijst voor de Senaat bij de verkiezingen van 1921 en volgde in november 1924 de overleden senator Arthur Brijs op voor het arrondissement Antwerpen. Hij bleef dit mandaat slechts vervullen tot aan de verkiezingen van 1925.